# Порошковое пожаротушение

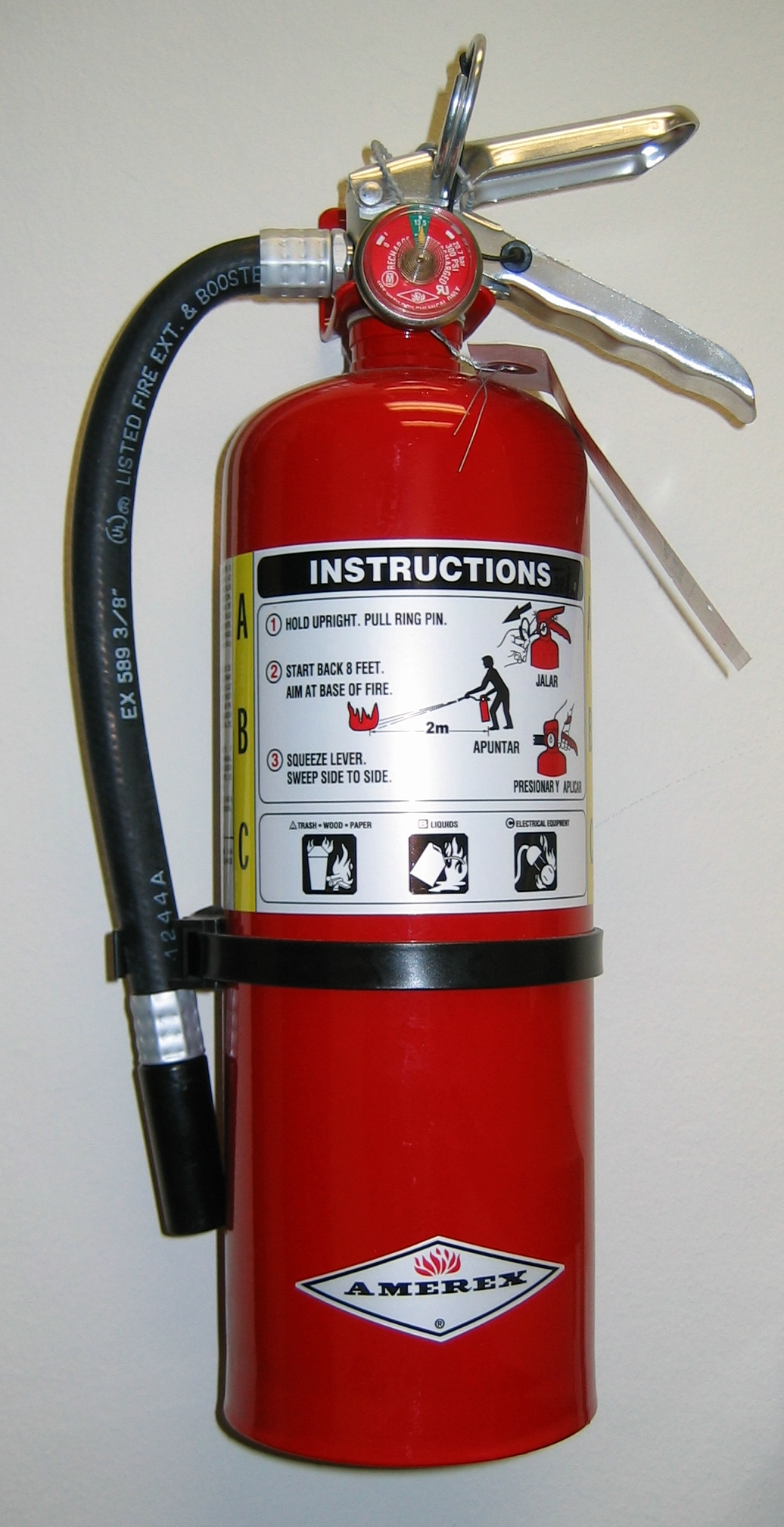
Порошковый огнетушитель

Порошковое пожаротушение — тушение пожара мелкораздробленными минеральными солями. Для их подачи в очаг горения используются технические средства пожаротушения: огнетушители, автоматические установки пожаротушения, пожарные автомобили порошкового пожаротушения. В ряде случаев порошки являются единственным огнетушащим веществом, пригодным для тушения специфических типов пожаров:172 (например, при горении щелочных металлов).

## История применения

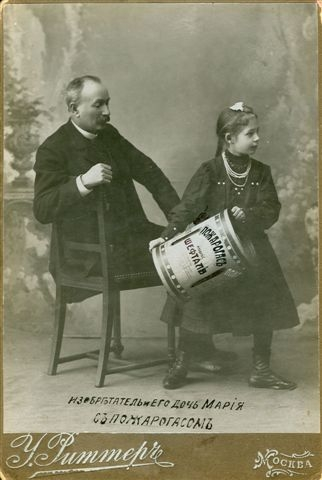
Реклама взрывного огнетушителя «Пожарогас»

Первые упоминания о применении порошковых огнетушащих веществ относятся к 1770 году, когда артиллерийский полковник Рот потушил пожар в магазине города Эслинген (Германия), забросив в помещение бочку, специально начиненную для этих целей алюминиевыми квасцами и содержащую пороховой заряд для распыления порошка.
13 ноября 1863 года Д. Ляпунов получил от Российского патентного ведомства первую привилегию на огнегасительный порошковый состав. Он состоял из 5 частей нашатыря, 12 частей поваренной соли и 3 частей очищенного поташа. Порошок следовало растворить в воде и подавать в очаг пожара насосом.
В конце XIX века в России Н. Б. Шефталем был создан взрывной огнетушитель «Пожарогас», заполняемый двууглекислой содой, квасцами или сернокислым аммонием с примесью до 10 % инфузорной земли и такого же количества асбестовых очёсов. Подрыв осуществлялся посредством бикфордова шнура, обеспечивавшего задержку 12—15 секунд с момента воспламенения. Для предупреждения о скором взрыве к шнуру крепились хлопушки, срабатывавшие через каждые 3—4 секунды горения. «Пожарогас» выпускался в модификациях весом 4, 6 и 8 кг.
В 1938 году журнал «Popular Science» сообщал о испытаниях бомб из папье-маше, наполненных порошком. Взрыв и распыление порошка происходили при температуре 200 °C.
Впервые с проблемой тушения металлов в СССР столкнулись во время Великой Отечественной войны в связи с тушением немецких зажигательных авиабомб. В состав термитных составов входили металлы. В блокадном Ленинграде для обезвреживания зажигательных бомб применялся песок.
В СССР интенсивное развитие порошкового пожаротушения началось в 1960-х годах. Это было связано с необходимостью обеспечения огнетушащими средствами атомных электростанций, на которых в качестве теплоносителя использовался натрий.:47
В 1980-х годах в СССР на ряде предприятий были проведены эксперименты по тушению порошками пожаров и загораний. Было выяснено, что порошком хорошо тушатся твердые горючие вещества с гладкой поверхностью. Не были потушены твердые вещества, имеющие пустоты и неровности. Порошок из огнетушителя потушил горючую жидкость в ёмкости, но то же количество жидкости, разлитое по неровной поверхности потушить не удалось. Порошок сбивает пламя с кабельных трасс, но через короткий промежуток времени кабели вновь загорались, несмотря на наличие на них порошка. Порошком сбивается пламя с двигателя автомобиля, но для тушения салона автомобиля необходимо полностью засыпать салон порошком.

## Огнетушащие порошковые составы

### Основные свойства
Порошки условно можно разделить на порошки общего назначения (ПФ, ПСБ, ПИР АНТ) — для тушения пожаров классов А, В, С, и специального назначения, например: МГС — для тушения натрия и лития, PC — для тушения щелочных металлов и др. В России организовано производство порошков ПСБ-3 (пожары классов В, С; тушение электроустановок), ПИРАНТ-А (пожары классов А, В, С; тушение электроустановок) и ПХК (пожары классов В, С, D; тушение электроустановок). Таким образом, перекрываются все существующие классы пожаров, а выбор порошка определяется условиями защищаемого объекта. Порошки хранят в специальных упаковках, предохраняющих их от увлажнения, и подают в очаг горения сжатыми газами. Порошки нетоксичны, малоагрессивны, сравнительно дёшевы, удобны в обращении.
До настоящего времени механизм огнетушащего действия порошков ещё недостаточно ясен. Огнетушащая способность порошков обусловлена действием следующих факторов:
- охлаждением зоны горения в результате затрат тепла на нагрев частиц порошка, их частичное испарение и разложение в пламени;
- разбавлением горючей среды газообразными продуктами разложения порошка или непосредственно порошковым облаком;
- эффектом огнепреграждения, достигаемым при прохождении через узкие каналы, создаваемые порошковым облаком;
- ингибирование химических реакций, обуславливающих развитие процесса горения, газообразными продуктами разложения и испарения порошков или гетерогенным обрывом цепей на поверхности порошков или твёрдых продуктов их разложения[11].

Обоснованные параметры интенсивности подачи порошка в автоматическом режиме существуют только для тушения пожаров металлов. Для тушения пожаров других классов необходимо определять интенсивность опытным путём для конкретной установки пожаротушения или модуля.:65

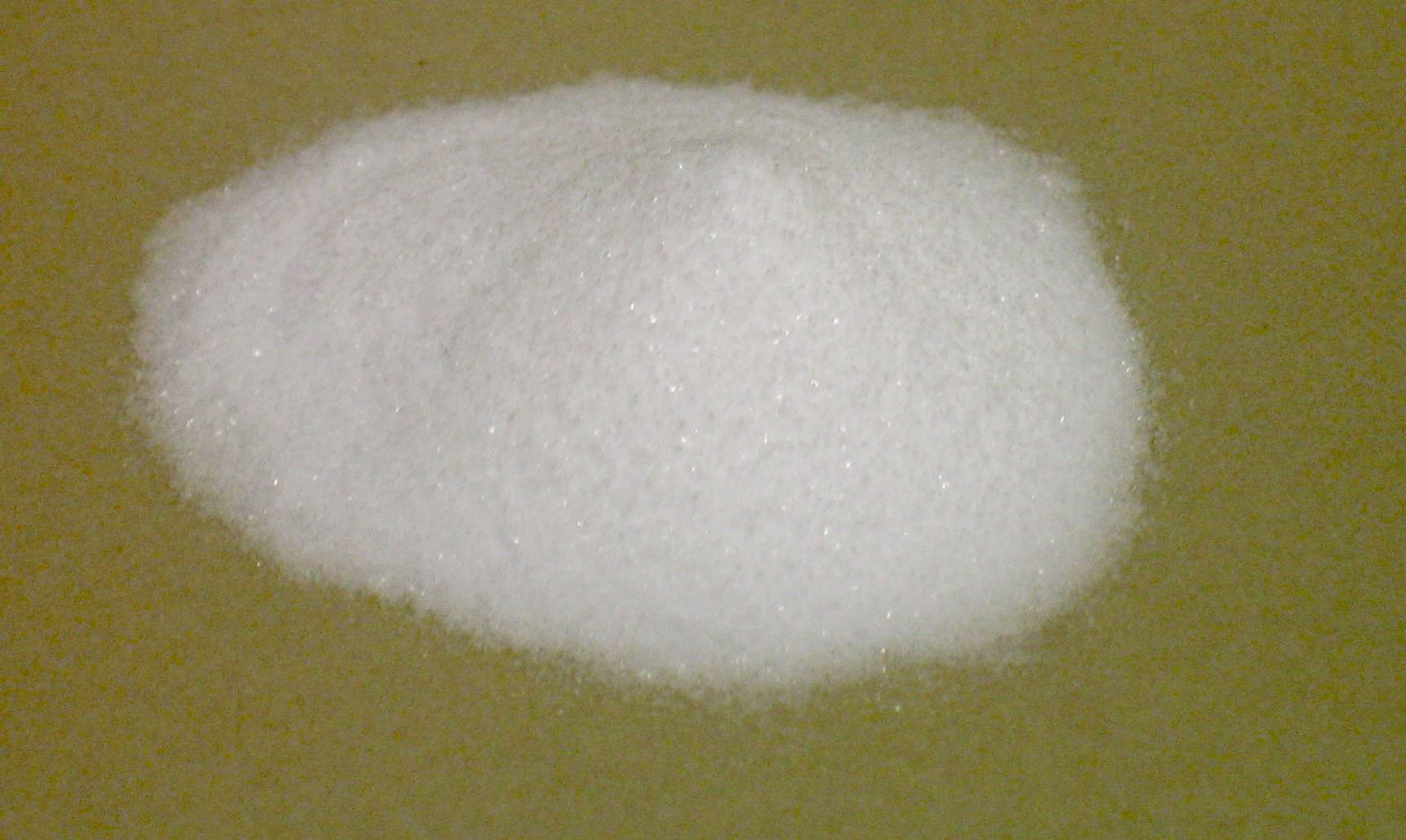
Гидрокарбонат натрия NaHCO_{3}

При экспериментальном исследовании большой группы солей в виде порошка, было выяснено, что одни порошки слабо влияют на скорость горения, а другие даже при незначительной концентрации резко снижают скорость распространения пламени. Первая группа (например Al2O3, CuO) была названа термическими порошками. Термические порошки приводят к гашению охлаждением пламени. Вторая группа была названа химическими порошками.:115
Ряд ингибирующей эффективности веществ (в порядке убывания) выглядит следующим образом: LiF > LiCl > NaF > KF > NaCl > KI > NaI > NaBr > KCl > K2CO3 > Na2CO3 > Na2SO4 > Al2O3 > CaCO3.:123
В результате исследования ингибирования воспламенения метана в воздухе выяснено, что по уменьшению огнетушащей эффективности соли располагаются в следующем порядке: K2C2O4•H2O > NaCl > K2Cr2O7 > KCl > K2CO3 > Na2CO3 > Na2SO4 > NaF > NaHCO3:15
Ряд теплофизической эффективности веществ (в порядке убывания), построенный по величине удельного теплопоглощения, выглядит следующим образом: H2O > NH4Cl > NH4Al(SO4)2*12H2O >(NH4)2SO4 > CO(NH2)2 > NaHCO3 > (NH4)2HPO4 > Na2SO4 > CaCO3 > Al2O3 > NaCl > фреон 114В2 > KI.:201
Основные компоненты порошков:
- негорючая основа — 90—95 %;
- гидрофобизатор — 3—5 %;
- депрессант — 1—3 %;
- антиоксиданты — 0,5—2 %;
- целевые добавки — 1—3 %[15].

В зависимости от основного составляющего компонента смеси выделяют три основные группы порошков на основе:
- бикарбонатов щелочных металлов;
- фосфорно-аммонийных солей;
- хлоридов щелочных металлов[16].

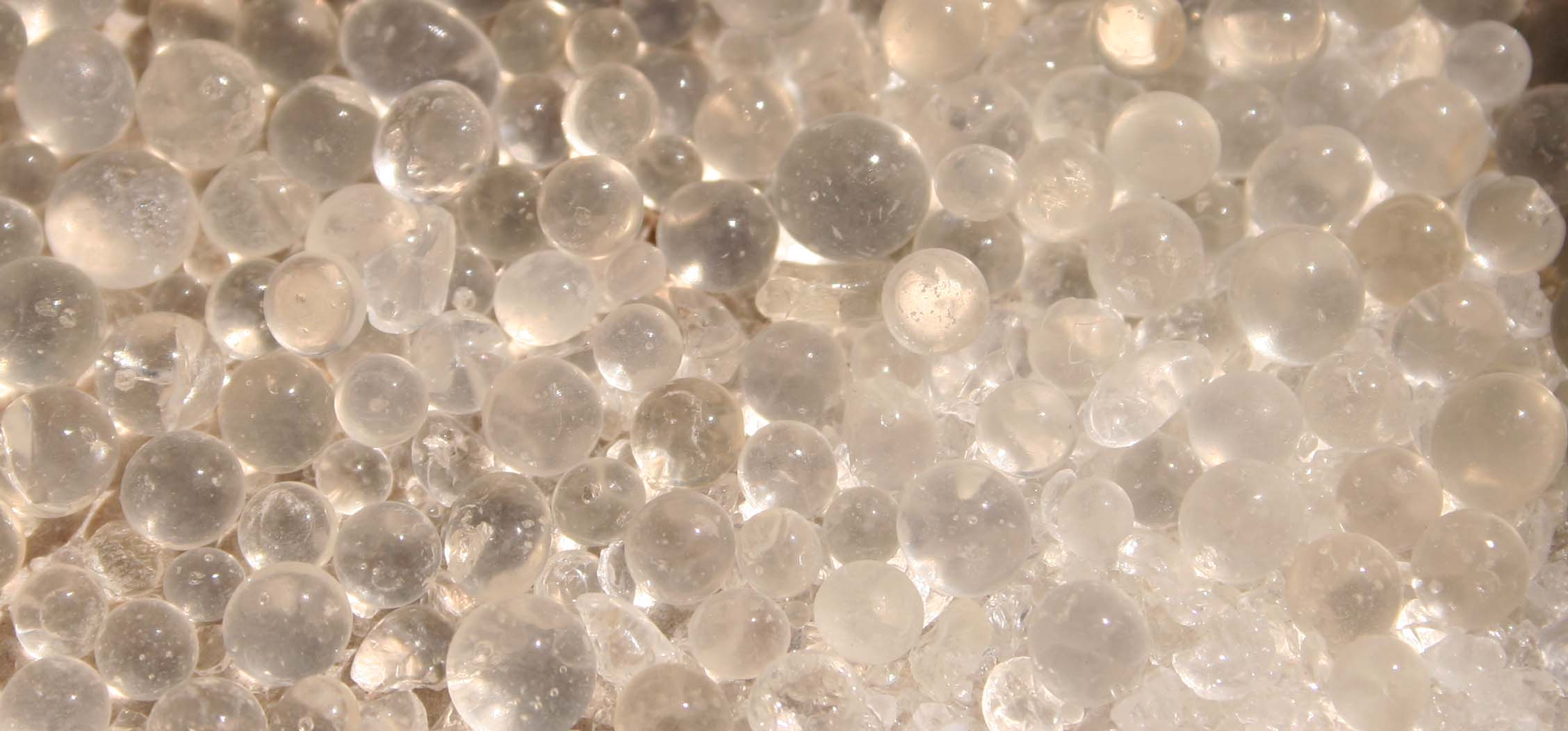
Гранулы сухого силикагеля

Особое место занимал состав СИ-2 — крупнопористый силикагель, насыщенный хладоном 114B2.:4 Размер частиц порошка — до двух миллиметров, массовое соотношение компонентов 1:1. Этот порошок являлся средством тушения растворов, которые характеризовались отрицательными температурами самовоспламенения. Повышенная огнетушащая эффективность порошка была вызвана сочетанием эффекта частичной изоляции жидкости от воздуха и торможением реакции пламени одним из сильных ингибиторов горения — тетрафтордибромэтаном (фреон 114B2). Также существовал вариант, когда силикагель заменялся обожжённым перлитом. Это улучшало огнетушащие свойства порошка.:50
Перечень основных показателей качества огнетушащих порошков:
- показатель огнетушащей способности — масса порошка, необходимая для тушения из огнетушителя единицы площади открытой горящей поверхности или всего очага пожара, принятого в качестве модельного;
- текучесть — способность порошка обеспечивать массовый расход через данное сечение в единицу времени под воздействием давления выталкивающего газа;
- кажущаяся плотность — отношение массы порошка к занимаемому им объёму;[18]
- устойчивость к термическому воздействию;
- устойчивость к вибродействиям и тряске;
- показатель слёживаемости — показатель, характеризующий способность огнетушащего порошка слёживаться под воздействием внешних факторов;[18]
- срок сохраняемости.

Огнетушащая способность порошков общего назначения зависит не только от химической природы порошков, но и степени их измельчения. Огнетушащая способность порошков специального назначения практически не зависит от степени их измельчения:353 Возможность подачи очень мелких порошков в зону горения затруднена, поэтому промышленные огнетушащие порошки общего назначения содержат фракцию 40-80 мкм, обеспечивающую доставку мелких фракций в зону горения.
При тушении из расположенных над очагом горения модулей на порошковую струю воздействуют восходящие конвективные потоки. При данных условиях подачи серийного порошка газопорошковая струя проникнет в зону горения, если скорость её фронта превышает скорость восходящих конвективных потоков.:10
Недостатком сухих огнетушащих материалов является их низкая охлаждающая способность. Поэтому при порошковом тушении возможны повторные вспышки от раскалённых в огне предметов. Реальный охлаждающий эффект порошкового облака составляет не более 10—20 % тепла очага. Модули порошкового пожаротушения кратковременного действия подают порошок в течение 5—30 секунд, тушение пожара такими модулями происходит через 2—8 секунд после подачи огнетушащего порошка. В дальнейшем происходит охлаждение конструкций. Модули порошкового пожаротушения импульсного действия создают высокую концентрацию огнетушащего порошка на время не более 1 секунды. В дальнейшем концентрация порошка снижается и при наличии конструкций, которые имеют температуру выше температуры воспламенения горючих материалов, возможно повторное воспламенение. В условиях развитого пожара на участках, которые были потушены порошками, через 20—30 секунд возникает повторное горение и пожар развивается с прежней интенсивностью.:231
Одним из направлений повышения эффективности и универсальности применения порошковых составов является введение, кроме огнетушащего, второго действия — адсорбции горючего материала, в частности нефтепродуктов. Данные огнетушащие порошки получили название — огнетушащие порошки двойного назначения. Под вторым назначением понимается адсорбция нефтепродукта при его разливе. Адсорбция достигается путём введения в состав огнетушащего порошка природного минерала — шунгита с развитой удельной поверхностью.

#### Порошковые составы для тушения металлов
Подклассы пожаров при горении металла (класс D):
- D1 — горение лёгких металлов, за исключением щелочных (например, алюминия, магния и их сплавов);
- D2 — горение щелочных и других подобных металлов (например, натрия, калия);
- D3 — горение металлосодержащих соединений, (например, металлоорганических соединений, гидридов металлов)[24].

Для тушения пожаров металлов возможно применение огнетушащих порошков на основе карбоната натрия (состав ПС ОСТ 6-18-175-76 с огнетушащей способностью 30—40 кг/м² горящей поверхности), хлоридов калия и натрия (состав ПГС ТУ 18-18.0-78 с огнетушащей способностью 25—30 кг/м², состав ПХ ТУ 6-18-12.0-78 с огнетушащей способностью 30—40 кг/м²), окиси алюминия (глинозём ГОСТ 6912-74 с огнетушащей способностью 50 кг/м²). Подача в очаг пожара этих порошков обеспечивает прекращение горения путём изоляции поверхности металла от окружающего очаг воздуха. Выбор компонентов огнетушащего средства для такого способа тушения осуществляется исходя из отсутствия химических реакций с горящим металлом.
Плотность большинства порошков выше, чем плотность металла, поэтому они тонут в расплавленном металле, что приводит к увеличению расхода таких порошков. Установлено, что при увеличении толщины слоя металла с 4 до 10 см их расход вырастает в пять раз.:369

## Способы подачи порошка для тушения

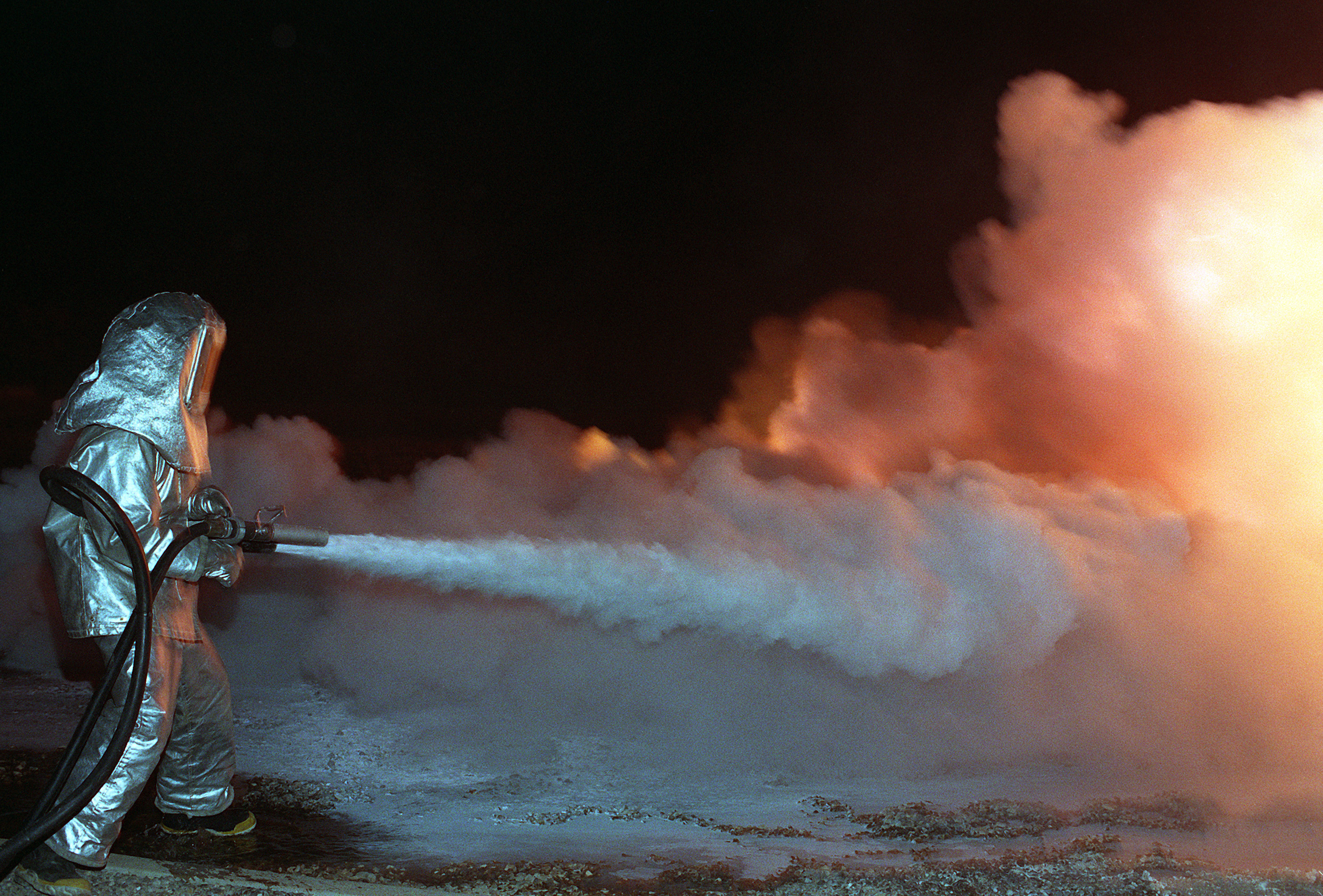
Использование ручного ствола

При практическом использовании средств порошкового пожаротушения их огнетушащая способность зависит не только от свойств самого порошка, но и от способа его подачи в очаг пожара.
Насадок для подачи порошка используется непосредственно в защищаемом помещении с учётом необходимости распределения порошка по всему объёму помещения. Он может устанавливаться на распределительном трубопроводе установки пожаротушения, непосредственно на модуле пожаротушения, на огнетушителе.
Для формирования и направления струи огнетушащего порошка в очаг пожара используются порошковые пожарные стволы. Используются ручные и лафетные стволы. Ручные стволы используются при расходе порошка не более 5 кг/с, лафетные стволы имеют расход до 115 кг/с. Расстояние подачи порошка из ручных стволов составляет до 18 м, из лафетных — до 60 м.
Режим подачи порошка характеризуется параметрами:
- минимальным удельным количеством огнетушащего средства;
- интенсивностью подачи средства;
- временем тушения[8].:22

Порошковыми составами тушат по поверхности и по объёму зоны горения. При тушении по поверхности огнетушащее действие порошков заключается в основном в изоляции поверхности горения от доступа к ней воздуха, а при объемном тушении действие проявляется в ингибировании процесса горения.:100

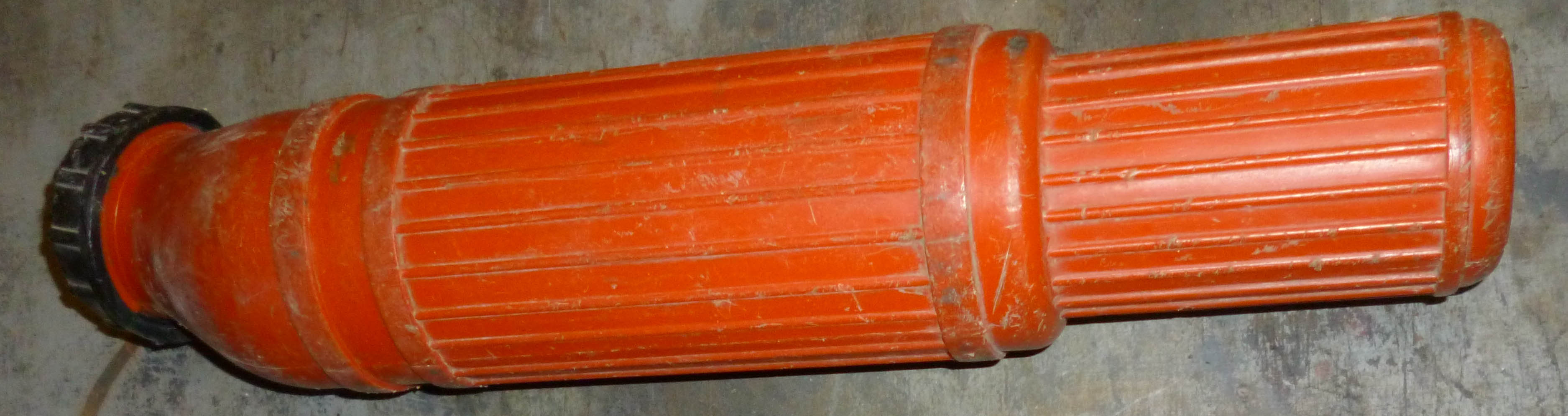
Высыпной порошковый огнетушитель

Способ подачи зависит от класса пожара и типа применяемого порошка. Для тушения порошками общего назначения органических горючих веществ и материалов используется тушение по объёму. Порошки специального назначения предназначены для тушения по поверхности.:353 Такие порошки применяются для тушения металлов и металлосодержащих соединений. Для тушения металла основной задачей при подаче огнетушащего порошка является создание на поверхности очага горения слоя порошкового покрытия, желательно равной высоты, что достигается путём использования успокоителей, присоединяемых к подающему устройству (на выходе подающего ствола) огнетушителей, порошковых автомобилей. Использование насадка-успокоителя необходимо при тушении порошков металлов и их гидридов, при этом практически предотвращается образование аэровзвеси огнетушащего порошка. Успокоитель снижает скорость и кинетическую энергию порошковой струи.
Также по поверхности возможно тушить древесину — доски в штабеле. Тушение происходит за счёт изоляции горящей поверхности защитной плёнкой, которая образуется при плавлении частиц порошка (огнетушащий состав ПФ).:102 Этот порошковый состав также способен тушить пожары волокнистых тлеющих материалов. Эффект тушения связан не только с созданием на поверхности материала вязкой плёнки из полифосфатов, но и с ингибированием пламени.:366

### Одноструйный вариант
При подаче порошка из ручного ствола длина струи воздушно порошковой смеси составляет 10—15 м, при подаче из лафетного ствола длина струи составляет 20—25 м.:178 Огнетушащая струя по концентрации порошка делится на три участка. Концентрация по участкам распределяется примерно в соотношении: 40 %, 40 %, 20 %. Наиболее эффективной для тушения большинства жидкостей и газов является средняя часть струи. У ручных стволов средняя часть струи расположена в области 4—6 м от начала струи, у лафетных — 10—12 м. Конечная часть струи (2—6 м), где концентрация порошка меньше, может использоваться для тушения керосина, дизтоплива, масел и т. д.:152

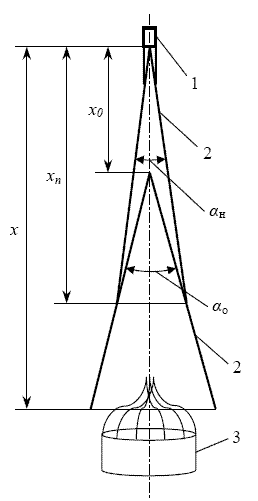
Схема порошковой струи: 1 — распылитель; 2 — границы
струи; 3 — модельный очаг пожара; α_{н} — угол расширения в начальном участке; α_{о} — угол расширения в основном участке; x_{0} — расстояние от среза насадка до полюса; x_{п} — расстояние от среза насадка до границы между переходным и основным участками; x — продольная координата струи

В исследованиях Ульянова Н. И. приводится модель газопорошковой струи, ориентированной на расчёт порошкового пожаротушения. Схематически порошковая струя представляется состоящая из двух участков: начального с большой концентрацией частиц порошка и основного, заполненного движущимися частицами порошка с большим количеством увлечённого атмосферного воздуха. Границы переходного участка являются продолжением границ начального участка. При продолжении границ основного участка они пересекаются в точке, называемой полюсом основного участка. Переходное сечение струи совпадает с началом основного участка, и в нём происходит излом границ струи.:8
Расстояние от среза струеобразующего насадка до переходного сечения порошковой струи:
{\displaystyle x_{n}=d_{0}{\frac {0{,}9}{\tan {\frac {\alpha _{H}}{2}}}}{\sqrt {\frac {(1-\varepsilon _{0})\rho _{n}}{\rho }}}},
где:
- {\displaystyle d_{0}} — выходной диаметр насадка, м;
- {\displaystyle \tan {\frac {\alpha _{H}}{2}}} — тангенс половины угла расширения на начальном участке порошковой струи;
- {\displaystyle (1-\varepsilon _{0})} — объемная концентрация аэросмеси (порошок/воздух) на выходе из насадка, м³/м³;
- {\displaystyle \rho _{n}} — истинная плотность порошка, кг/м³;
- {\displaystyle \rho }- плотность воздуха, кг/м³.

Выражение для расчёта расстояния от среза струеобразующего насадка до полюса основного участка представляется как:
{\displaystyle x_{0}=0{,}336x_{n}}.
Основной участок струи разделялся на две зоны. Граница между зонами определяется выражением:
{\displaystyle x_{1}=2x_{n}}
Первая зона характеризовалась изменением скорости в соответствии с уравнением:
{\displaystyle \omega _{\Phi }=\omega _{n_{0}}{\frac {0{,}55}{{\sqrt {\frac {\rho }{(1-\varepsilon _{0})\rho _{n}}}}\tan {\frac {\alpha _{H}}{2}}({\frac {x-x_{0}}{d_{0}}})}}},
где:
- {\displaystyle \omega _{\Phi }} — мгновенная скорость фронта порошковой струи на расстоянии x от среза струеобразующего насадка, м/c;
- {\displaystyle \omega _{n_{0}}} — начальная скорость порошковой струи, м/с.

На границе зон расчётное отношение {\displaystyle {\frac {\omega _{\Phi }}{\omega _{n_{0}}}}} равнялось 0,38. Далее по длине струи более резкое уменьшение скорости описывается следующим уравнением:
{\displaystyle \omega _{\Phi }=\omega _{n_{0}}{\frac {0{,}38}{({\frac {x}{x_{1}}})^{2{,}4}}}}.
Тангенс половины угла расширения на начальном участке порошковой струи определяетя по формуле:
{\displaystyle \tan {\frac {\alpha _{H}}{2}}=0{,}119d_{0}^{0{,}25}\varepsilon _{0}^{0{,}27}\rho _{n}^{-0{,}15}}
Коэффициент 0,119 не является постоянным и зависит от среднего диаметра частиц порошка.

### Многоструйный вариант
Для тушения пожара порошковым составом возможно формирование одной группы направленных на очаг пожара струй газопорошковой смеси. Для этого входной патрубок формирователя струи имеет на своём конце насадок, выполненный в виде установленных симметрично относительно продольной плоскости рассекателей потока треугольного сечения.

### Подача взрывчатыми веществами
При попадании порошка в зону горения под действием взрывчатого вещества, кроме огнетушащего действия порошка, дополнительно происходит флегматизация процесса горения под действием:
- отрыва фронта пламени от горючей нагрузки;
- дробления фронта пламени на отдельные участки, не способные поддерживать горение;
- разбавления зоны горения инертными продуктами взрыва[33].:77

У импульсных передвижных установок порошкового пожаротушения огнетушащее действие порошка на очаг пожара сочетается с действием ударной волны. Высокая эффективность импульсных технологий пожаротушения достигается за счёт мощного динамического воздействия на очаг пожара, ингибирование процесса горения при применении порошковых огнетушащих составов. Для взрывозащиты шахт используются мортиры порошкового пожаротушения, которые при срабатывании под высоким давлением выбрасывают огнетушащий порошок в пространство горных выработок в виде сложного двухфазного потока высокотурбулентной газопорошковой смеси, оказывая противоударное воздействие на фронт ударной волны и затем флегматизируя фронт пламени.
В процессе распыления порошков с помощью взрыва происходит их дополнительное измельчение, в результате которого может достигаться активизация поверхностных атомов. При взрывном дроблении частиц вещества поверхности разломов проходят не только между молекулами, но и между атомами. Образованные частицы ингибирующего порошка имеют на поверхности химические центры, которые активно реагируют с другими молекулами. Со временем химическая активность пыли уменьшается, так как химические центры насыщаются в результате реакций с кислородом воздуха. В конечном счёте пыль порошка может стать химически неактивной.

### Вихрепорошковый способ тушения
В 1978 году сотрудники Управления пожарной охраны Новосибирской области обратились с просьбой в лабораторию Института гидродинамики СО АН СССР разработать технологию использования вихревых колец для тушения пожаров.
Для тушения горящего нефтяного или газового фонтана у его основания создаётся вихревое кольцо, движущееся вдоль оси факела снизу вверх. При таком движении «атмосфера» вихревого кольца сдувает пламя и пожар прекращается. Такие вихревые кольца получают с помощью взрыва небольших зарядов взрывчатого вещества в баке. Более привлекательны для тушения пожаров на скважине низкоскоростные, всплывающие вихревые кольца, которые образуются при подъёме компактного облака лёгкого газа в атмосфере. Такие вихри образуются при взрыве зарядов взрывчатого вещества без применения специальных устройств и конструкций. При этом необходимо ликвидировать проскок пламени через вихревое кольцо. Этого можно достичь, используя способность вихревого кольца переносить распылённую примесь. Если в момент образования вихревого кольца заполнить его огнетушащим порошком, то такое вихревое кольцо даже при относительно небольшой скорости будет сдувать пламя факела.

## Мобильные средства порошкового пожаротушения

### Порошковые огнетушители
Порошковые огнетушители делятся на:
- огнетушители с порошком общего назначения, которым можно тушить пожары классов A, B, C, E;
- огнетушители с порошком общего назначения, которым можно тушить пожары классов B, C, E[39].

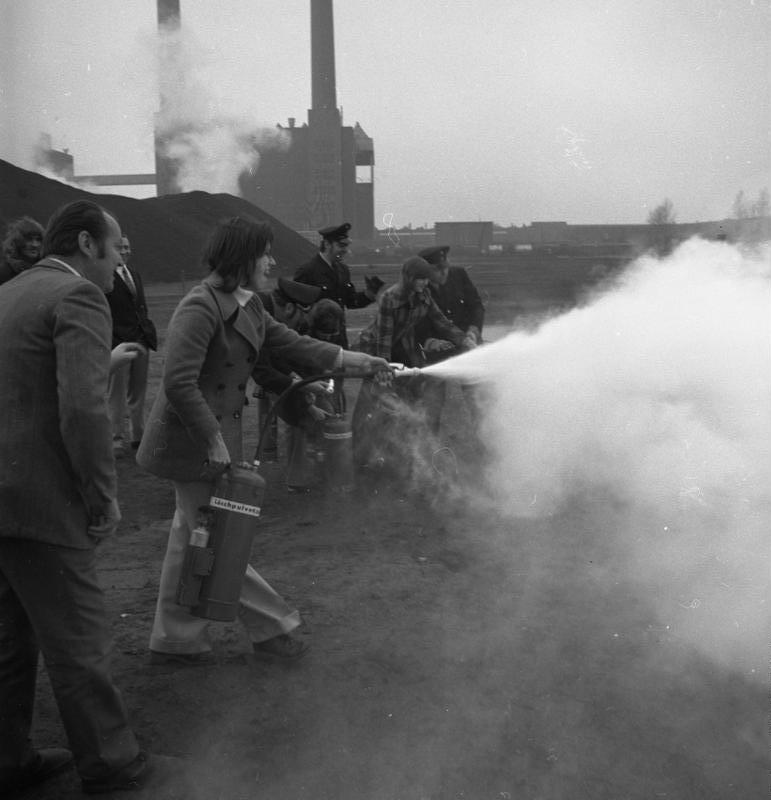
Тренировка с использованием порошкового огнетушителя. 1973 год, Volkswagen, Вольфсбург

Порошковыми огнетушителями запрещается (без проведения предварительных испытаний по ГОСТ Р 51057 или ГОСТ Р 51017) тушить электрооборудование, находящееся под напряжением выше 1000 В.
Для тушения пожаров класса D огнетушители должны быть заряжены специальным порошком, который рекомендован для тушения данного горючего вещества, и оснащены специальным успокоителем для снижения скорости и кинетической энергии порошковой струи. Параметры и количество огнетушителей определяют исходя из специфики обращающихся пожароопасных материалов, их дисперсности и возможной площади пожара.
При тушении пожара порошковыми огнетушителями необходимо применять дополнительные
меры по охлаждению нагретых элементов оборудования или строительных конструкций.
Не следует использовать порошковые огнетушители для защиты оборудования, которое
может выйти из строя при попадании порошка (некоторые виды электронного оборудования, электрические машины коллекторного типа и т. д.).
Порошковые огнетушители из-за высокой запыленности во время их работы и, как следствие, резко ухудшающейся видимости очага пожара и путей эвакуации, а также раздражающего действия порошка на органы дыхания не рекомендуется применять в помещениях малого объёма (менее 40 м³).

### Автомобили порошкового тушения

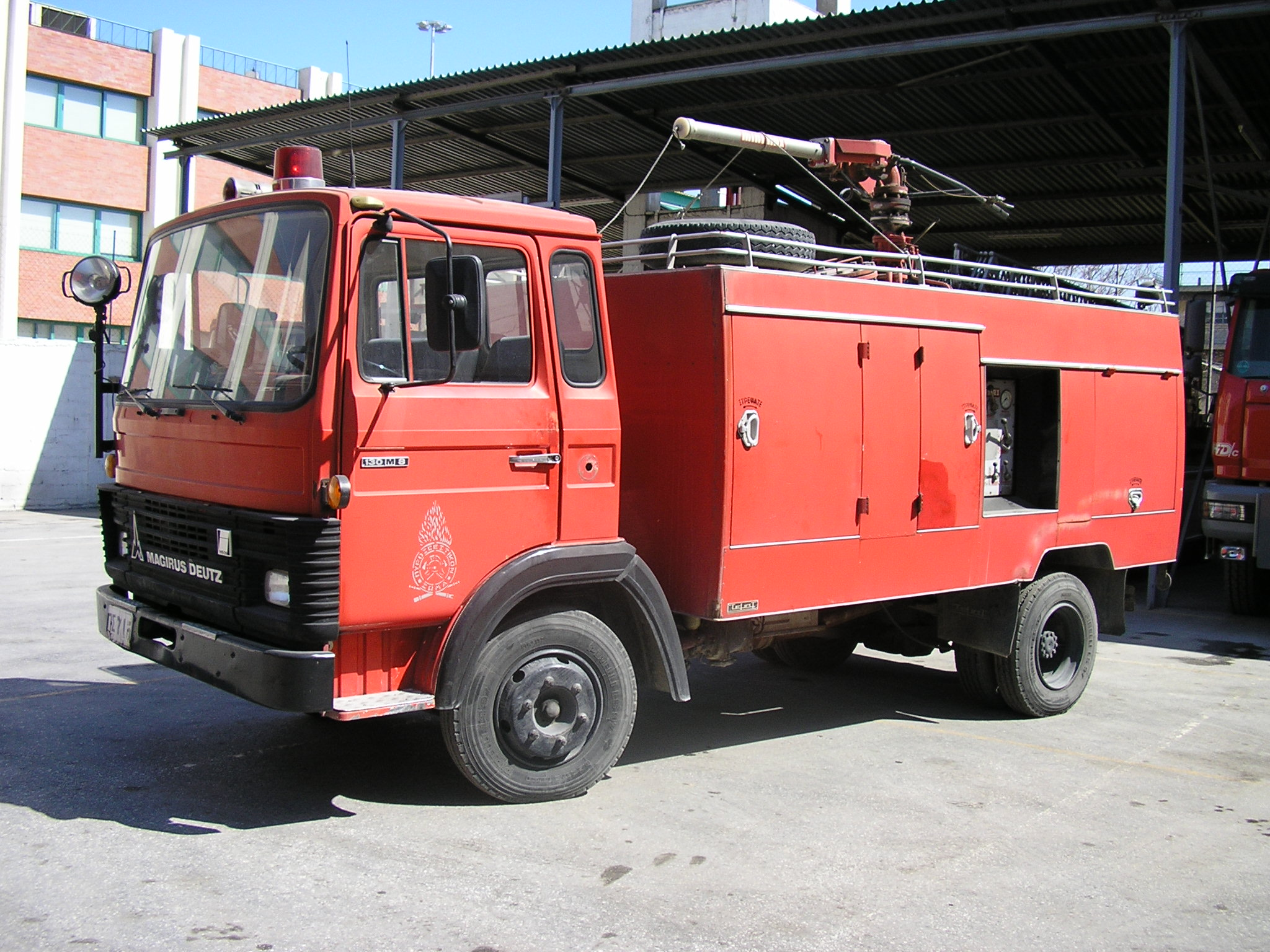
Автомобиль порошкового тушения немецкого производства

Пожарный автомобиль порошкового тушения — пожарный автомобиль, оборудованный сосудом для хранения огнетушащего порошка, баллонами с газом или компрессорной установкой, лафетным и ручными стволами и предназначенный для доставки к месту пожара личного состава, пожарно-технического вооружения и оборудования и проведения действий по тушению пожара.

#### Установки залпового порошкового тушения
При тушении пожаров в Рыжем лесу во время ликвидации аварии на Чернобыльской АЭС была испытана подвесная бомба, которая состояла из пяти связанных мешков, заполненных грунтом (грязью), водой с пенообразователем или песком и распылительными зарядами из тротиловых шашек. В мае-июне 1986 в зоне аварии было проведено успешное испытание многоствольного модуля на салазках. В дальнейшем была изготовлена партия (7 штук) девятиствольных установок на базе двухосных лафетов. Партия установок была изготовлена на опытном производстве Института технической теплофизики АН Украины. Эти установки были направлены в Чернобыльскую зону и использовались в качестве стационарных систем. Один из защищаемых объектов — трансформаторная подстанция, расположенная недалеко от аварийного блока АЭС.
В 1988—1989 годах в Славутиче проводились работы по усовершенствованию установок на лафетах и боеприпасов к ним. Но из-за недостатка финансирования установки не были доведены до опытно-промышленного производства. Полученные материалы были использованы при проектировании и испытаниях 40-ствольной установки «Импульс-1» на шасси танка Т-55 на Львовском танкоремонтном заводе в 1989 году и при проектировании опытно-промышленной 50-ствольной установки «Импульс-2» в Киевском специальном КБ и КБ киевского танкоремонтного завода.
Гусеничная пожарная машина «Импульс-2М». Предназначена для тушения крупных пожаров на нефтехранилищах, местах добычи нефти, лесобиржах и различных промышленных и гражданских объектах при помощи установки залпового огня капсулами с огнетушащим порошком.
- шасси — Т-62
- масса — 34—36 т
- скорость движения — 40—50 км/ч[43]

В период с 1991 по 2002 год пожарные машины импульсного действия «Импульс-1» и «Импульс-2» использовались Полтавской Головной Военизированной Противофонтанной частью (ГВПФЧ) при тушении мощных горящих газовых фонтанов на газовых и газоконденсатных месторождениях. Результаты использования установок «Импульс-1» и «Импульс-2» показывают, что фонтан дебитом от 1,2—2 млн м³/сут. можно потушить с расстояния 100 м двумя установками. Также установки успешно применялись при тушении лесных пожаров.
Пожарная установка «Импульс-Шторм» — установка созданная ЗАО «Новые Импульсные Технологии», на базе танка Т-62, является многофункциональной машиной взрывного распыления материалов, которая эффективно тушит пожары разных классов при помощи залповой подачи огнетушащих составов на очаг пожара. Она способна доставить в очаг пожара всего лишь за 4 секунды 1,5 тонны огнетушащего порошка или жидкости, находящейся в распылённом виде. Для жидкости это значительно увеличивает способность охлаждать очаг. Используемая технология позволяет создать мощное огнетушащее воздействие сразу и одновременно по всей площади или объёму. Основным отличием данной установки является мощное ударное воздействие на очаг пожара в соединении с огнетушащими эффектами, производимыми специальными порошковыми составами.
Установка «Импульс-Шторм» успешно испытывалась при тушении множества локальных очагов горящих нефтепродуктов площадью 1-3 м² каждый, расположенных в прямоугольнике 10×55 м, при тушении высокодебитной газоконденсатной скважины с помощью отряда из 4-х многоствольных установок.
В 2004 году ЗАО «Новые Импульсные Технологии» специально для ОАО «Таймыргаз» произвело и поставило оборудование «Импульс Шторм» на базе шасси танка Т-55. Перед тем, как передать технику государственной пожарной части были проведены испытания. Пробный выстрел порошковых зарядов производился в 900 м от временного жилого комплекса, у вахтового посёлка ОАО «Норильскгазпром» в сторону площадки с буровым оборудованием.
Экземпляр установки «Импульс-Шторм» находится в музее БТТ Кубинка.
Установка залпового тушения огня «Тунгуска» создана на базе модулей порошкового тушения МПП-24, состоит из 9 или 18 модулей.
В 2002 году сообщалось о пожарных танках «Импульс», защищающих зону чернобыльской аварии. Сообщалось, что зону защищают четыре подобных машины.
ГАЗ 5903В «Ветлуга» — вездеход. Предназначен для тушения на расстоянии от 50 м до 300 м пожаров класса А, В, С на взрывоопасных и промышленных объектах в режиме быстрого реагирования путём доставки на машине экипажа, огнетушащих средств и пожарного оборудования. Имеет систему мобильного многоствольного импульсного порошкового пожаротушения «Ветлуга».

## Автономные установки порошкового пожаротушения
Автономная установка пожаротушения — установка пожаротушения, автоматически осуществляющая функции обнаружения и тушения пожара независимо от внешних источников питания и систем управления. Автономные установки по способу действия относятся к автоматическим. Отличия заключаются в способах управления установкой и питания.:14 Отличие системы управления автономных установок пожаротушения от автоматических состоит в том, что автоматические установки пожаротушения должны выполнять одновременно и функции автоматической пожарной сигнализации.
Для защиты помещений объёмом не более 100 м³ с пожарной нагрузкой не более 1000 МДж/м², в которых скорости воздушных потоков в зоне тушения не превышают 1,5 м/с, без постоянного персонала, а также для защиты электрошкафов и др., допускается применение установок порошкового пожаротушения, осуществляющих только функции обнаружения и тушения пожара, а также передачи сигнала о пожаре.
В двухэтажных зданиях пятой степени огнестойкости с числом квартир четыре и более в распределительных (вводных) электрощитах требуется установка самосрабатывающих модулей.

## Автоматические установки порошкового пожаротушения

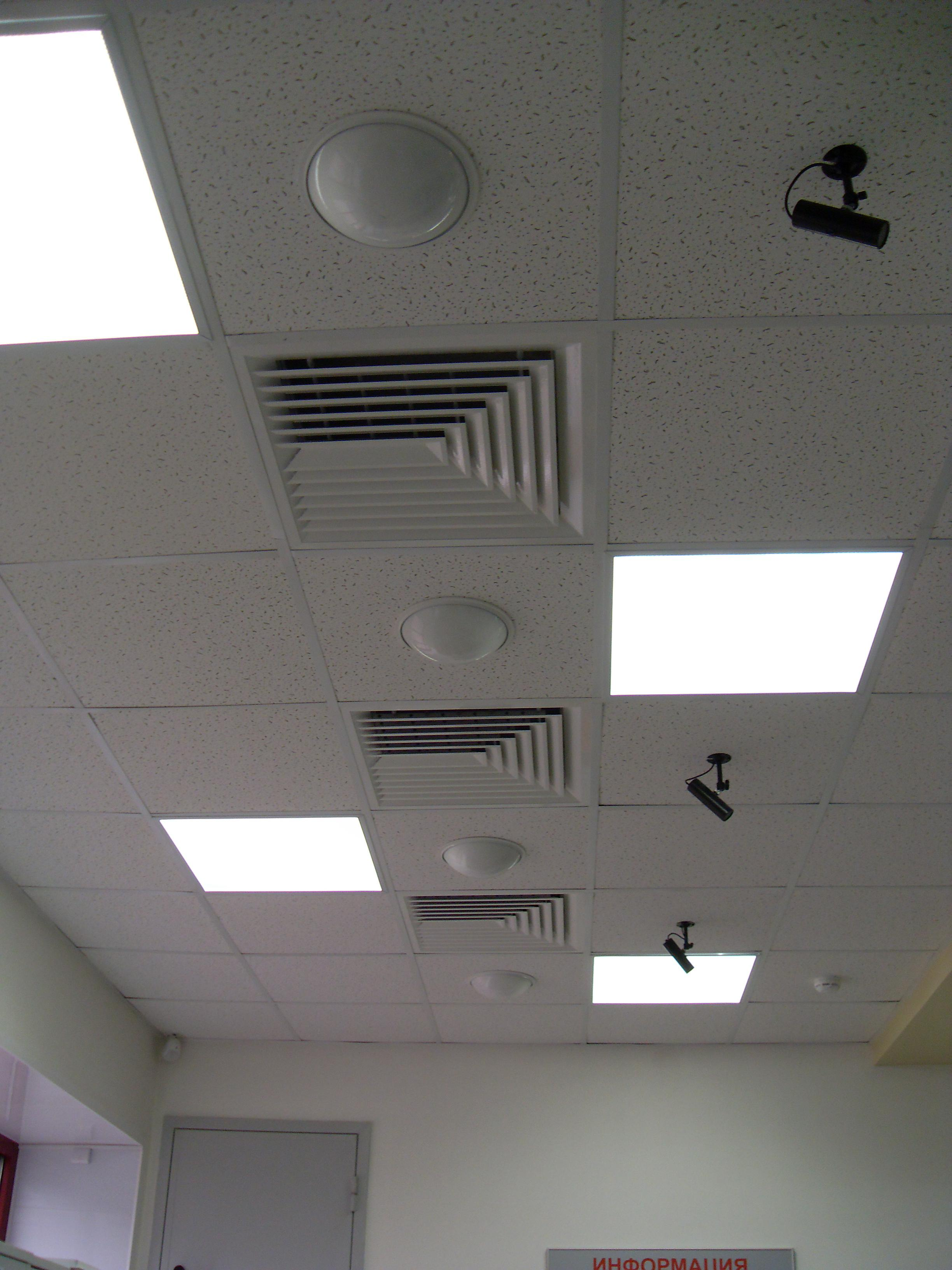
Система порошкового пожаротушения в магазине

Автоматические установки порошкового пожаротушения должны обеспечивать:
- своевременное обнаружение пожара автоматической установкой пожарной сигнализации, входящей в состав автоматической установки порошкового пожаротушения;
- подачу порошка из распылителей автоматических установок порошкового пожаротушения с требуемой интенсивностью подачи порошка[54].

### Область применения
Автоматические установки порошкового пожаротушения применяются для ликвидации пожаров A,B,C и электрооборудования (электроустановок под напряжением).
Огнетушащие порошки не рекомендуется применять при тушении пожаров в помещениях, где имеется аппаратура с большим количеством открытых мелких контактных устройств.:177
Одновременная работа автоматических установок порошкового пожаротушения и систем противодымной вентиляции в помещении пожара не допускается.
Запрещается применение установок:
- в помещениях, которые не могут быть покинуты людьми до начала подачи огнетушащих порошков;
- в помещениях с большим количеством людей (50 человек и более)[58].

При возможном неконтролируемом нахождении людей в защищаемой зоне должно осуществляться автоматическое отключение дистанционного пуска установки пожаротушения.

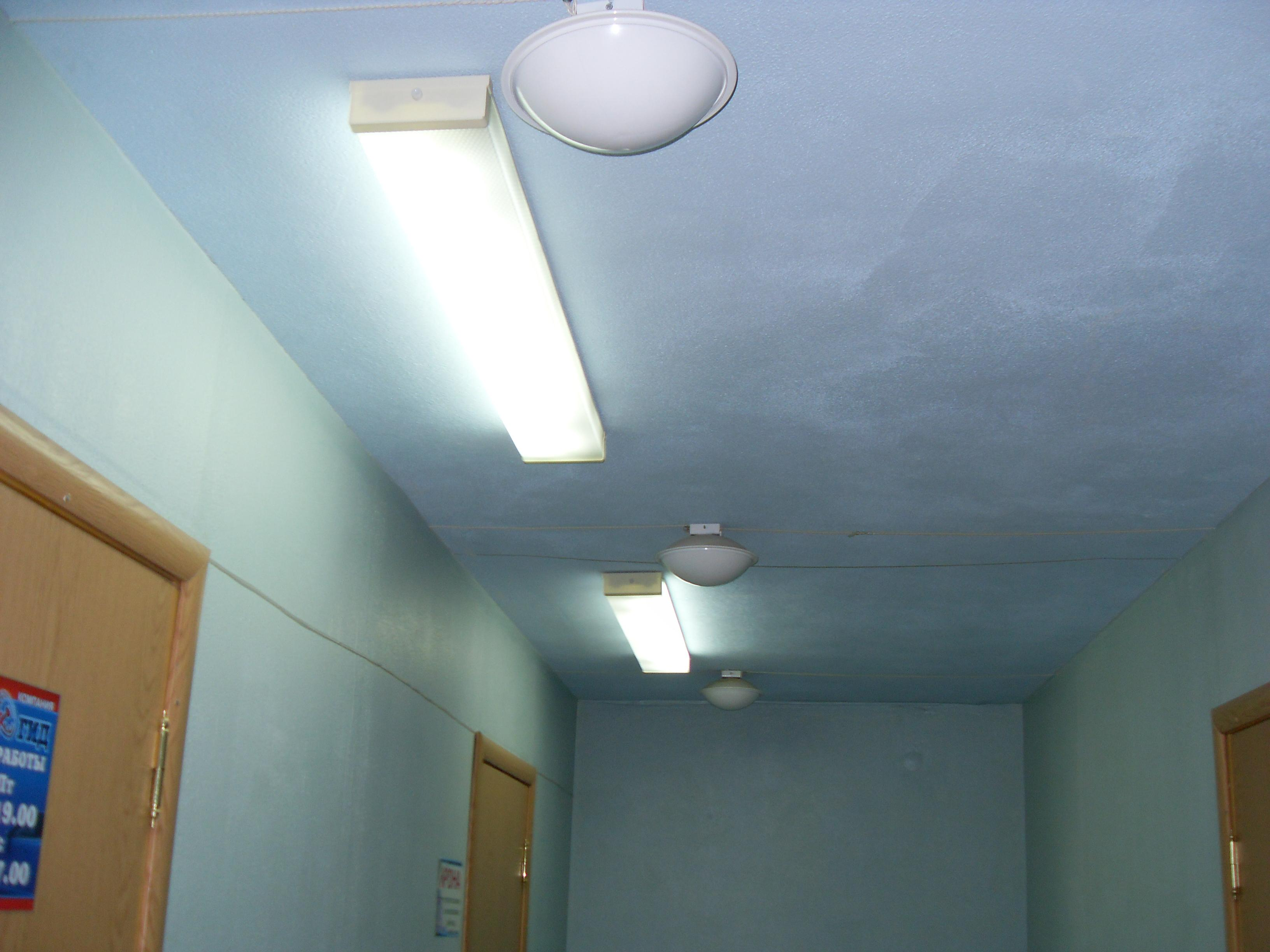
Модули системы порошкового пожаротушения. Перепланировка в торговом центре сделана после монтажа системы. В результате система оказалась неработоспособна

Применение порошковых средств пожаротушения может вызвать дополнительные опасные факторы, такие как: потеря видимости, токсичность аэровзвеси огнетушащего порошка, психологический стресс при срабатывании импульсных устройств. При создании в защищаемом помещении нормативной огнетушащей концентрации порошка 200—400 г/м³ со средним размером частиц 30—50 мкм происходит снижение видимости до 20—30 см. При применении автоматических установок порошкового пожаротушения импульсного действия в помещениях с пребыванием людей возникает полная потеря видимости, что может присти к панике, резкому осложнению эвакуации людей и человеческим жертвам, как при штатном, так и при ложном срабатывании системы порошкового пожаротушения. При этом, согласно данным NFPA 2010 Standard for Fixed Aerosol Fire-Extinguishing Systems огнетушащие порошки обладают прямым ингаляционным воздействием на человека.
Согласно Правилам одобрения к применению Underwriters Laboratories (США и Австралия), Factory Mutual (США), Environmental Laboratories (США и Австралия) и Environmental Protection Agency (США) автоматические средства стационарных установок порошкового пожаротушения не допускаются к применению в помещениях не только с постоянным, но и временным пребыванием людей.

#### Срабатывания с пострадавшими
21 августа 2006 года в Томске в магазине «Холидей Классик» во время грозы сработала система из девяти модулей порошкового пожаротушения «Буран». Три человека были госпитализированы с «острым ингаляционным отравлением».
23 мая 2010 года в селе Иванов на Украине на деревообрабатывающем предприятии попадание молнии в электроподстанцию привело к срабатыванию системы порошкового пожаротушения. Пострадало 11 рабочих.
15 сентября 2010 года около часа дня в Курске в торговом комплексе «ГриНН» при проведении монтажных работ на всей площади второго этажа здания сработала автоматическая система порошкового пожаротушения. 250 человек эвакуировали. Пострадала женщина возрастом 61 год, с черепно-мозговой травмой была доставлена в больницу. На месте работали пожарные подразделения по вызову № 2, дежурная смена аварийно-спасательной службы. В том же торговом комплексе 1 мая 2009 года в 7 часов утра сработала система порошкового пожаротушения.
25 апреля 2012 года трое пострадавших обратились к врачам после срабатывания системы порошкового пожаротушения в магазине «М-Видео» в Москве на Измайловском валу.

### Устройство
По конструктивному исполнению подразделяют на:
- модульные — нетрубопроводные установки, предусматривающие размещение ёмкости с огнетушащим порошком и пусковым устройством непосредственно в защищаемом помещении[65] или рядом с ним. При размещении нескольких модулей они должны быть объединены единой системой обнаружения пожара и приведения их в действие[66];
- агрегатные — установки, в которых технические средства обнаружения пожара, хранения, выпуска и транспортирования огнетушащего вещества конструктивно представляют собой самостоятельные единицы, монтируемые непосредственно на защищаемом объекте[67].

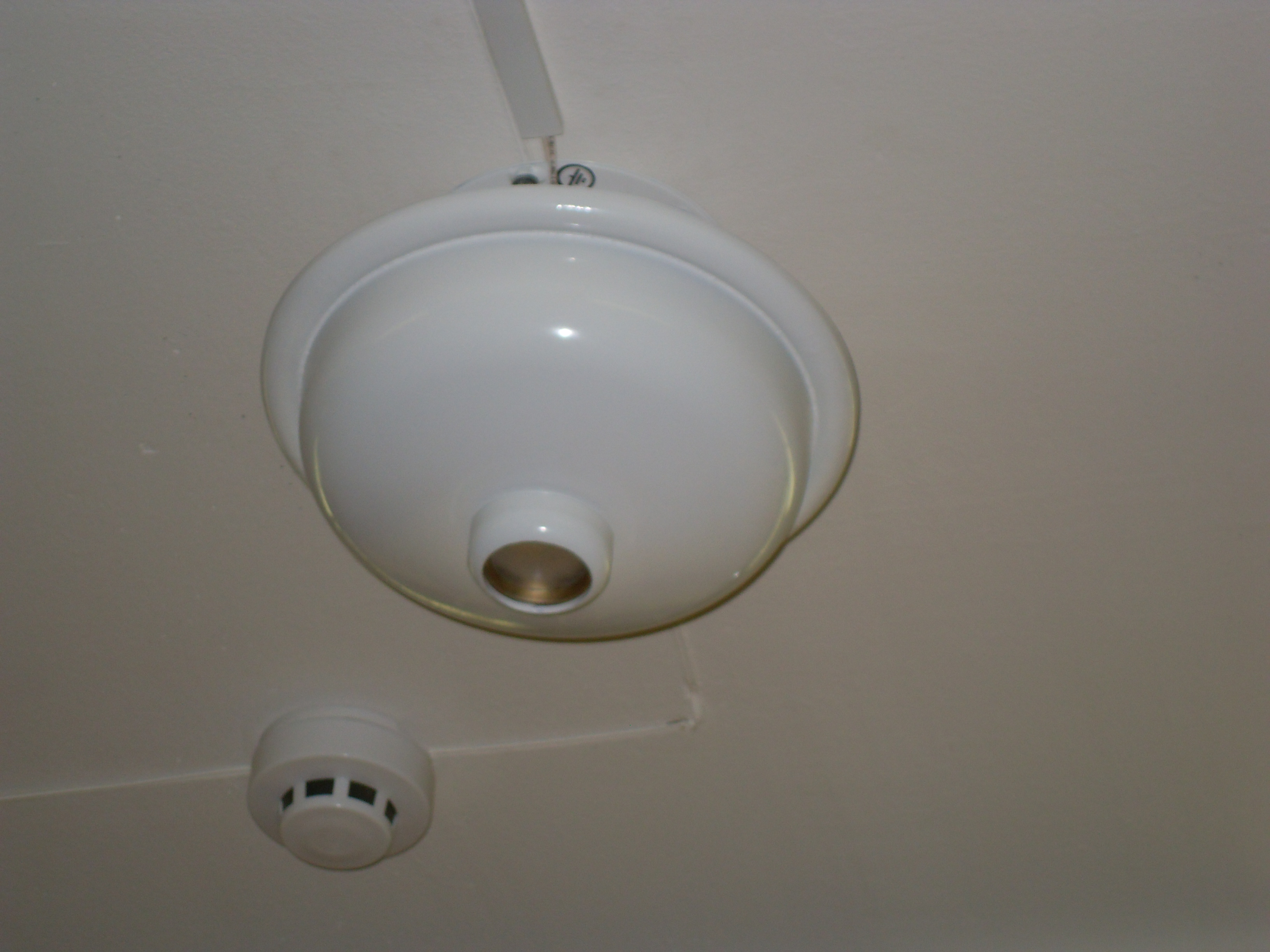
Модульная система порошкового пожаротушения. Модуль пожаротушения и дымовой извещатель

По способу хранения вытесняющего газа в корпусе модуля (ёмкости) подразделяются на:
- закачаные;
- с газогенерирующим (пиротехническим) элементом;
- с баллоном сжатого или сжиженного газа.

По инерционности подразделяют на:
- малоинерционные, с инерционностью не более 3 с;
- средней инерционности, с инерционностью от 3 до 180 с;
- повышенной инерционности, с инерционностью более 180 с.

По быстродействию подразделяют на следующие группы:
- Б-1 с быстродействием до 1 с;
- Б-2 с быстродействием от 1 до 10 с;
- Б-3 с быстродействием от 10 до 30 с;
- Б-4 с быстродействием более 30 с.

По времени действия (продолжительности подачи огнетушащего порошка) подразделяют на:
- быстрого действия — импульсные (И), с временем действия до 1 с;
- кратковременного действия (КД-1), с временем действия от 1 до 15 с;
- кратковременного действия (КД-2), с временем действия более 15 с.

По способу тушения подразделяют на:
- установки объемного тушения;
- поверхностного тушения;
- локального тушения по объёму.

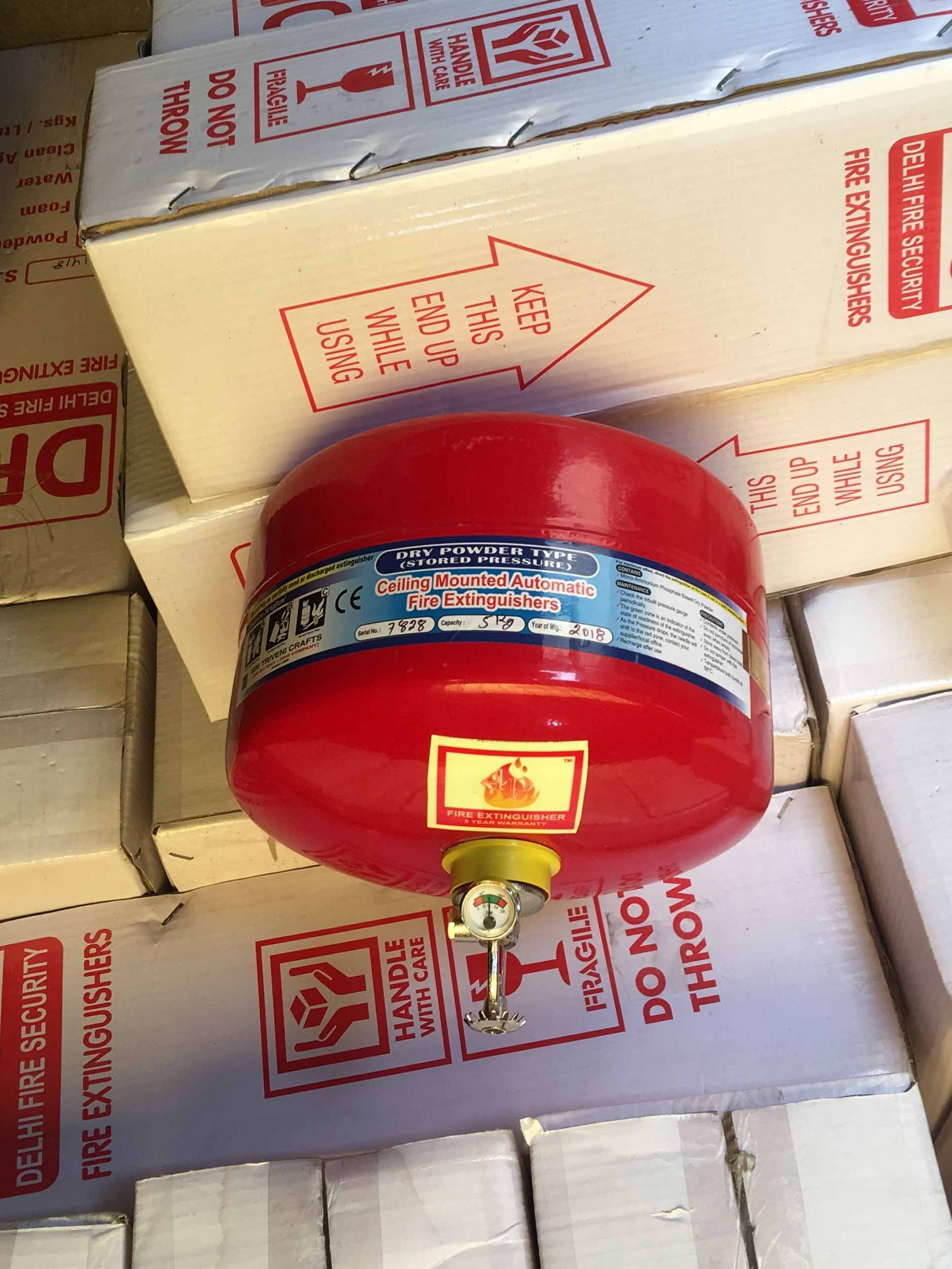
Закачной модуль порошкового пожаротушения

По вместимости единичного корпуса ёмкости АУПТ подразделяют:
- модульные установки;
- установки быстрого действия — импульсные (и) — от 0,2 до 50 л, установки
- кратковременного действия — от 2 до 250 л;
- агрегатные установки — от 250 до 5000 л.[68]

В США существует разделение на сборно-разборные системы (pre-engineered systems) и инженерные системы (engineered systems). Сборно-разборные системы состоят из предварительно испытанных частей, для сбора из которых системы не требуется дополнительных расчётов.
Для модульных систем пожаротушения наиболее распространённым способом подачи огнетушащего порошка в очаг возгорания является одновременное включение всех модулей пожаротушения, расположенных в защищаемой зоне. В случае, если нет дублирующих модулей, происходит выброс всего запаса огнетушащего вещества системы. При возникновении повторного очага тушить его уже оказывается нечем.

В случаях, когда возможно повторное воспламенение горючего материала (например, при продолжающемся после тушения непрерывном поступлении горючей жидкости с температурой самовоспламенения 499,85 С° и ниже; при наличии материалов, разогретых до температуры, повышающей температуру самовоспламенения пожарной нагрузки), установки должны иметь 100%-ный резервный запас огнетушащего порошка и рабочего газа, находящегося непосредственно в установленных модулях и готовый к немедленному применению. Во всех других случаях 100%-ный резервный запас порошка и рабочего газа или резервных модулей допускается хранить отдельно.:182
Световые оповещатели

### Система оповещения
В помещениях, защищаемых автоматическими установками газового или порошкового пожаротушения, и перед входами в них размещаются световые оповещатели. Аналогичные оповещатели размещаются в смежных помещениях, имеющих выход только через защищаемое помещение. Согласно нормативным документам, световой оповещатель в помещении должен иметь текст «Порошок — уходи!» и дублироваться звуковым сигналом, а оповещатель у входа в защищаемое помещение должен иметь текст «Порошок — не входить!». Во включённом состоянии оповещатели должны обеспечивать контрастное восприятие при естественном и искусственном освещении, а в выключенном состоянии должны быть не воспринимаемыми. На практике последнее условие и соответствие текста стандарту соблюдаются не всегда, что привлекает внимание и порождает различные домыслы о значении надписи.

## Модули порошкового тушения

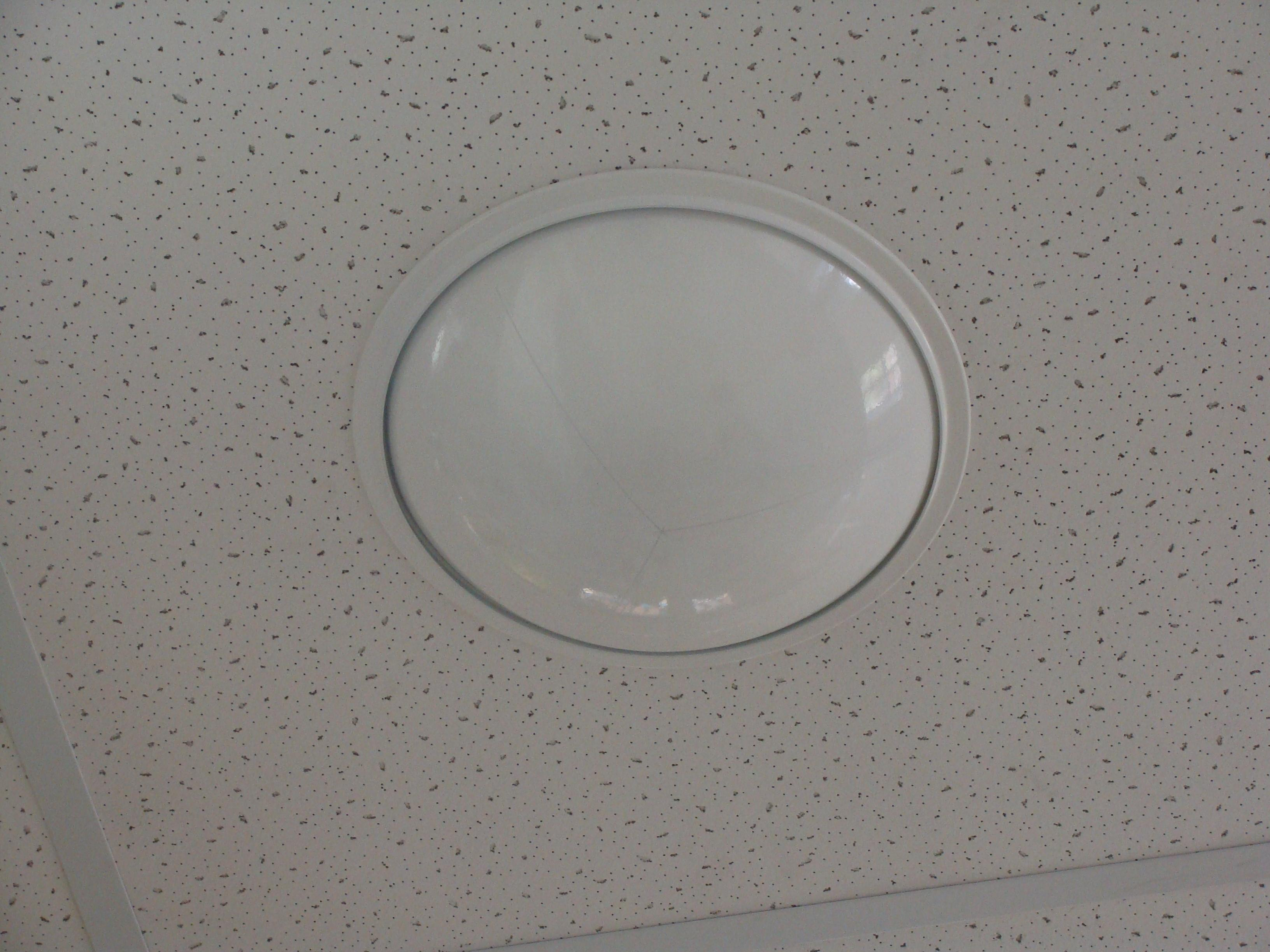
Модуль порошкового пожаротушения Буран-2.5 вставленный в подвесной потолок и закреплённый за перекрытие

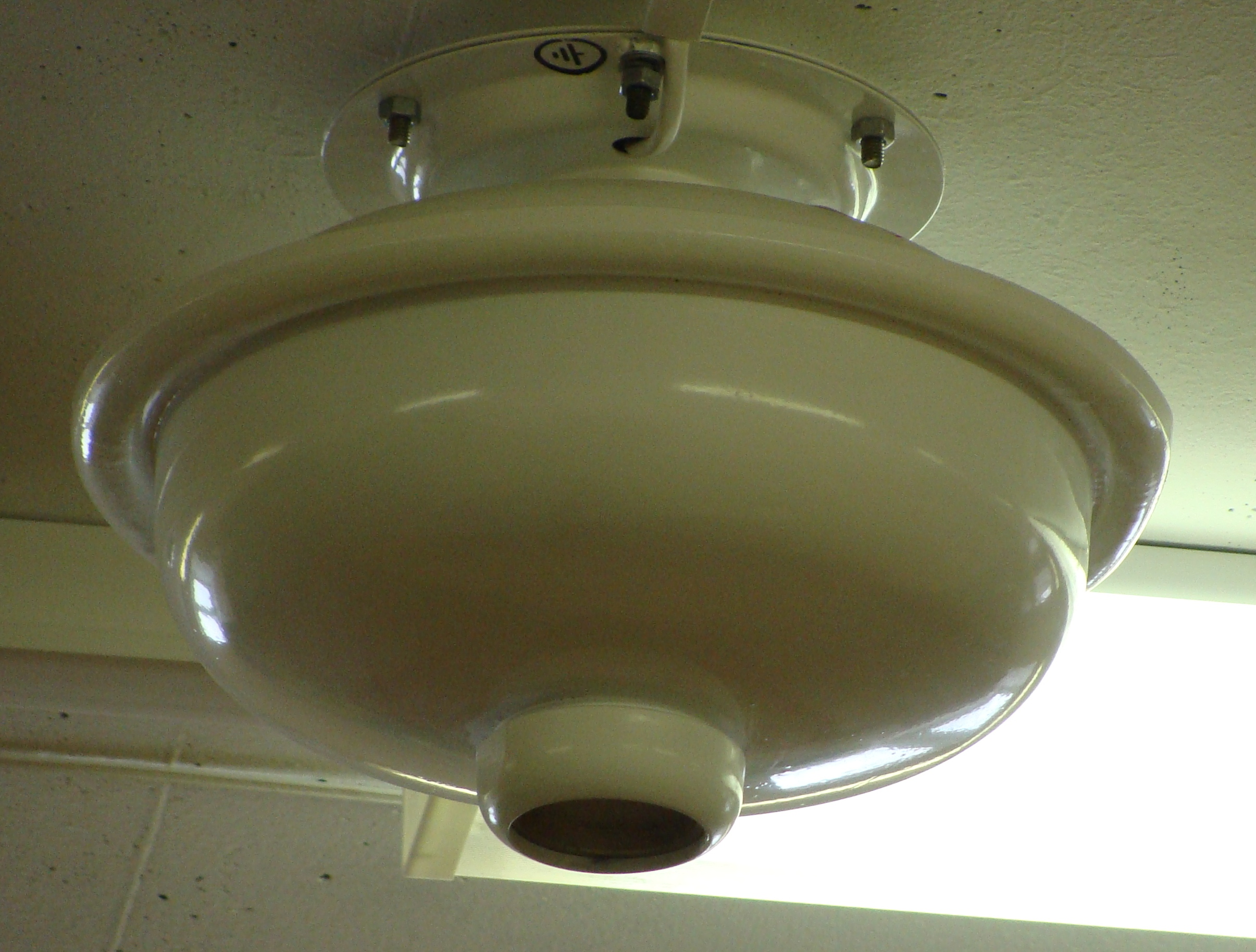
Модуль порошкового пожаротушения МПП(Н)-4-И-ГЭ-У2 ТУНГУС

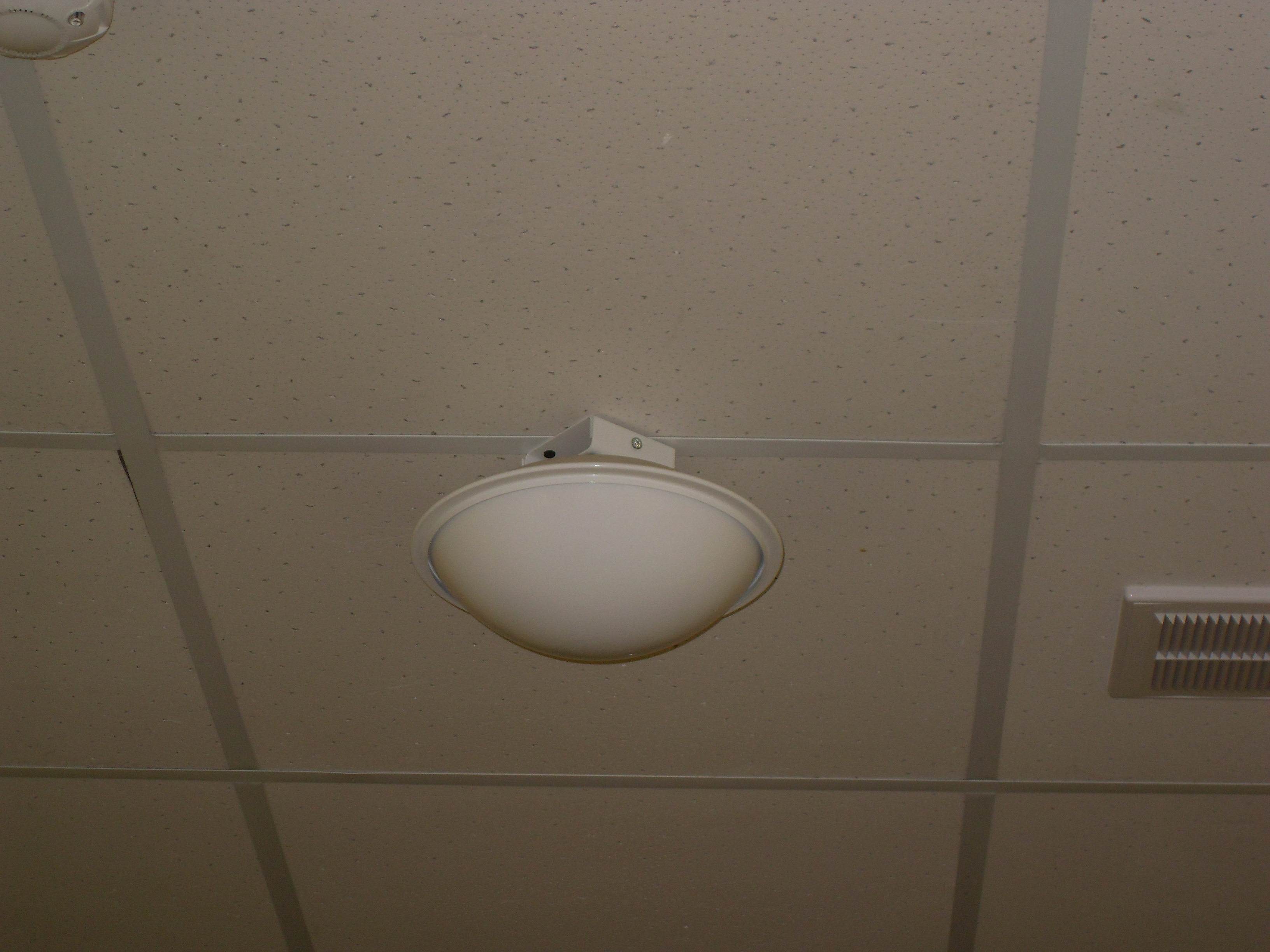
Буран-2.5 закреплённый на подвесном потолке

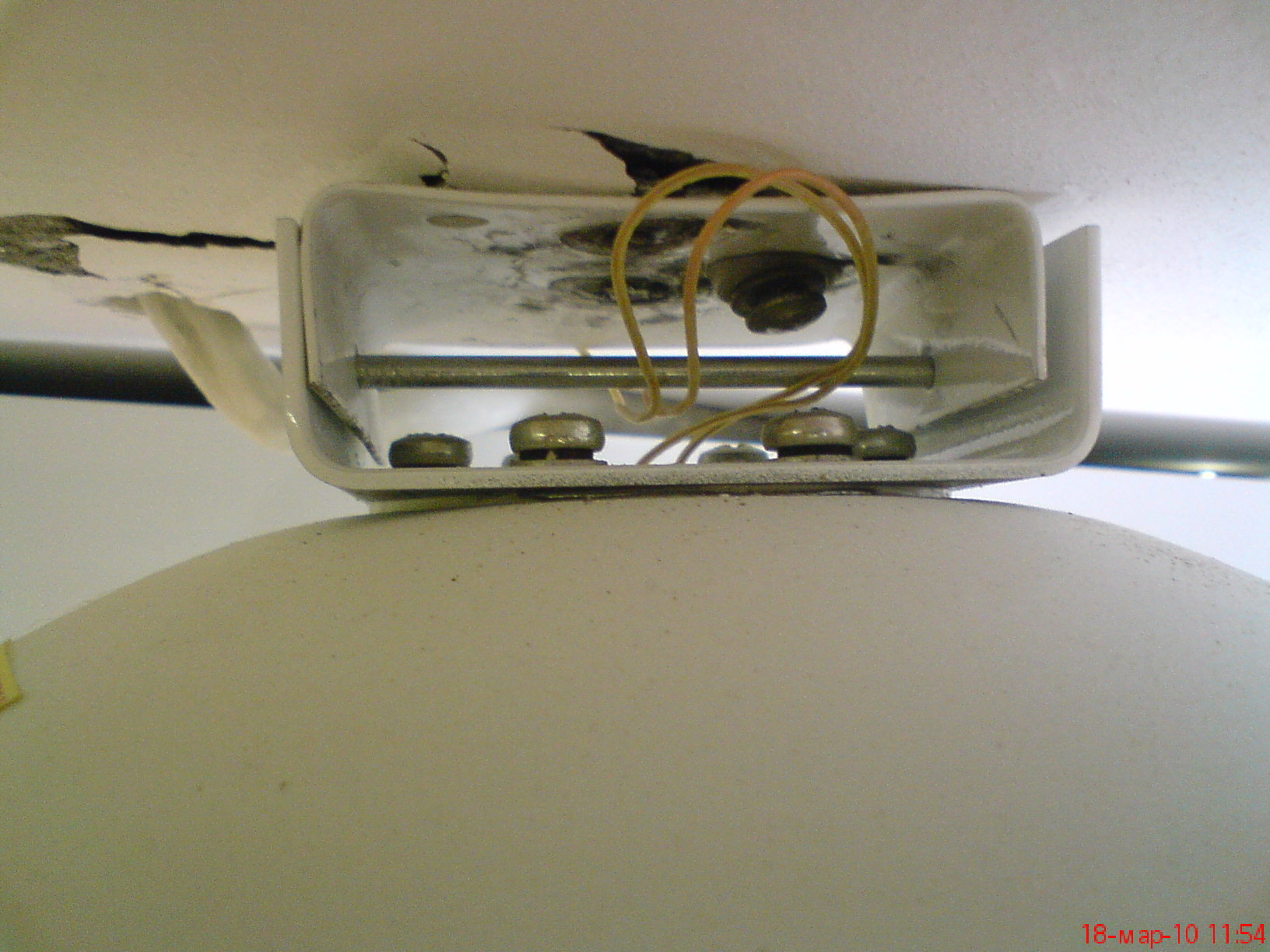
Крепление и огнепроводный шнур МПП Буран-2.5

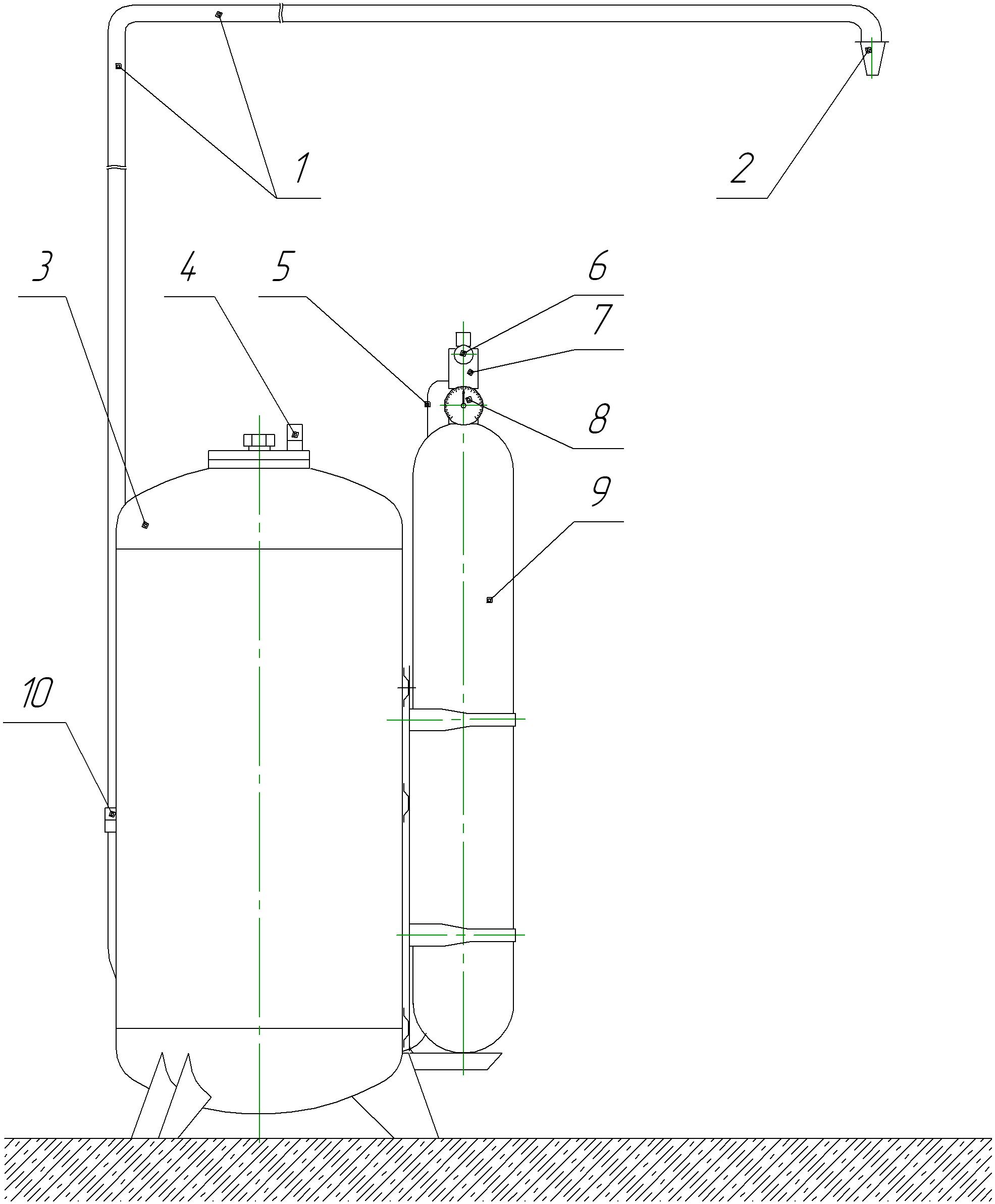
Модуль порошкового пожаротушения МПП-100-07. 1 — распределительный трубопровод; 2 — распылитель; 3 — корпус; 4 — предохранительный клапан; 5 — вспушиватель; 6 — газогенерирующий элемент; 7 — узел вскрытия; 8 — манометр; 9 — баллон; 10 — пусковая мембрана

Модуль порошкового пожаротушения (МПП) — устройство, в корпусе которого совмещены функции хранения и подачи огнетушащего порошка при воздействии исполнительного импульса на пусковой элемент.

### Обозначения
Модули порошкового пожаротушения имеют следующую структуру обозначения: МПП(Х1) — Х2 — Х3 — Х4 — Х5 — Х6, где:
- Х1 — тип корпуса:
  - разрушаемый — р;
  - неразрушаемый — н;
- Х2 — вместимость корпуса модуля в литрах;
- Х3 — тип по времени действия (продолжительности подачи ОП):
  - быстрого действия — импульсные (И);
  - кратковременного действия (КД-1);
  - кратковременного действия (КД-2).
- Х4 — тип по способу хранения вытесняющего газа в корпусе:
  - закачные (З);
  - с газогенерирующим (пиротехническим) элементом (ГЭ, ПЭ),
  - с баллоном сжатого или сжиженного газа (БСГ);
- Х5 — климатическое исполнение (У1, Т2 и т. д.);
- Х6 — обозначение технической документации, в соответствии с которой изготовлен модуль[75].

### Конструкция
Автоматические модули порошкового пожаротушения могут иметь режима пуска:
- электрический;
- термохимический (самосрабатывание);
- механический;
- комбинация вышеперечисленных методов.

В модулях для выброса и распыления порошка может использоваться энергия небольших зарядов взрывчатых веществ, продуктов реакции пирозарядов, давление предварительно закачанных инертных газов (находящихся непосредственно в ёмкости с порошком или отдельном сосуде:86). Скорость истечения порошка при использовании взрывчатых веществ и пиротехники может достигать 300 м/с и более.:31 Возможен вариант, когда для выброса порошка используется энергия сжатых газов, но для вскрытия баллона используется энергия микрозаряда взрывчатого вещества.:88
Пиротехнические газогенераторы создают необходимое давление за 0,5…0,8 с и поддерживают его всё время работы модуля до 15 секунд, обеспечивая расход огнетушащего порошка 10…80 кг/с.:107 При запуске пиротехнического газогенератора происходит интенсивное газовыделение. Газы аэрируют порошок в корпусе модуля и доводят его до псевдосжиженного состояния. При нарастании давления до расчетного происходит вскрытие мембраны и выброс порошка. В качестве мембраны может быть использован корпус модуля, который раскрывается по заранее нанесённым насечкам, либо мембрана располагается в насадке, через которую происходит выброс порошка.:104 В конструкции модуля Буран-2.5 российского производителя в качестве мембраны применяется лист из алюминия толщиной 0,5—0,6 мм. На внешней поверхности мембраны нанесены три канавки под углами по 120° глубиной 0,1 мм,  шириной 0,5. Корпус изготовлен из стали. Корпус и мембрана сферообразные.
Ориентация модуля в пространстве оказывает влияние на полноту выброса порошка из модуля. При вертикальном расположении модуля (отверстия для выхода порошка снизу) порошок выносится полностью. При другой ориентации модуля, в зависимости от конструкции, вынос порошка может составлять 20…80 %.:128
Параметры газопорошковых струй, создаваемых импульсными модулями порошкового пожаротушения, сильно отличаются от свойств газопорошковых струй, истекающих из ручных огнетушителей.:3
У модулей ПП-5, ПП-10, которые производились в СССР, в начале распыла на расстоянии до одного метра скорость порошка достигает 80 м/с, на расстоянии четырёх метров средняя скорость составляет 25..40 м/с и на расстоянии до 8 метров пылевое облако резко тормозится и его скорость падает до нуля. После распыла пылевое облако во взвешенном состоянии находится в течение 1—2 минут. Средняя скорость распыла порошка модулем ПП-50 составляла 20 м/с..
В модулях кратковременного действия порошок в большинстве случаев подается через распределительную сеть трубопроводов.

## Агрегатные установки пожаротушения
Агрегатные установки порошкового пожаротушения применяются в случаях, когда применение стандартных модулей невозможно и требуется создание нестандартного специального устройства, собираемого из нескольких агрегатов.:15
Как правило, для тушения металлов могут применяться только агрегатные установки с распределительными трубопроводами и распылителями-успокоителями.:19
В состав установки порошкового тушения входит:
- сосуд для хранения порошка;
- баллоны со сжатым газом;
- редуктор;
- запорная арматура;
- трубопровод;
- оросители[13].:345

Для транспортировки порошковых составов преимущественно используют стальные бесшовные трубы с фланцевыми соединениями. Трубы должны иметь наименьшее число изгибов и отношение радиуса изгиба трубопровода к его диаметру должен быть больше 10.:349
Скорость движения газа по трубопроводу обычно составляет 2,6—4,0 скорости витания частиц порошка.:350
Порошковые оросители предназначены для распределения порошкового состава на защищаемую поверхность или объём.:354

## Автоматические порошковые установки взрывоподавления

### Предохранительные порошковые завесы
Предохранительная среда, образующаяся в результате распыления порошкового ингибитора называется аэрозольной порошковой завесой.:118
В 1946 году В. И. Кравец предложил создавать предохранительную завесу распылением инертной (сланцевой) пыли из специальной канальной мортиры взрывом 50 г предохранительного взрывчатого вещества. Однако при опытно-промышленной проверке способ показал его неприемлемость для создания в шахтах предохранительной завесы перед взрывными работами из-за низкого быстродействия и малого угла раствора факела завесы, а также низкой взрывозащитной эффективности инертной пыли. В 1988 г МакНИИ совместно с Киевским госуниверситетом, производственно-экспериментальным управлением по БВР (ПЭУ БВР) на основе эффективных ингибиторов была разработана аэрозольная порошковая завеса, которая доведена до промышленного внедрения.:119

### Порошковые устройства взрывоподавления
В автоматических системах порошкового взрывоподавления происходит детектирование ударной волны и динамический выброс пламегасящего порошка. В результате на пути распространения фронта пламени формируется заслон в виде долгоживущего облака пламегасящего порошка во взвешенном состоянии. Это ликвидирует подошедший фронт пламени и прекращает процесс распространения детонационой волны.
Взрыволокализующее действие пассивного заслона состоит в создании гасящей среды на пути распространяющегося по горной выработке фронта пламени от взрыва угольной пыли, представляющей собой облако диспергированного пламегасящегося вещества (воды или инертной пыли), которое образуется при воздействии на заслон ударной воздушной волны самого взрыва. При этом пассивный сланцевый заслон может локализовать взрыв лишь на определённой стадии развития взрывного процесса и в очень узком диапазоне скоростей распространения фронта пламени: от 140 м/с до 284 м/с.